# Drosophila merina
Drosophila merina är en tvåvingeart som beskrevs av Tsacas 1997. Drosophila merina ingår i släktet Drosophila och familjen daggflugor.
Artens utbredningsområde är Madagaskar.